# Verbundarchiv der Präfektur Kyōto

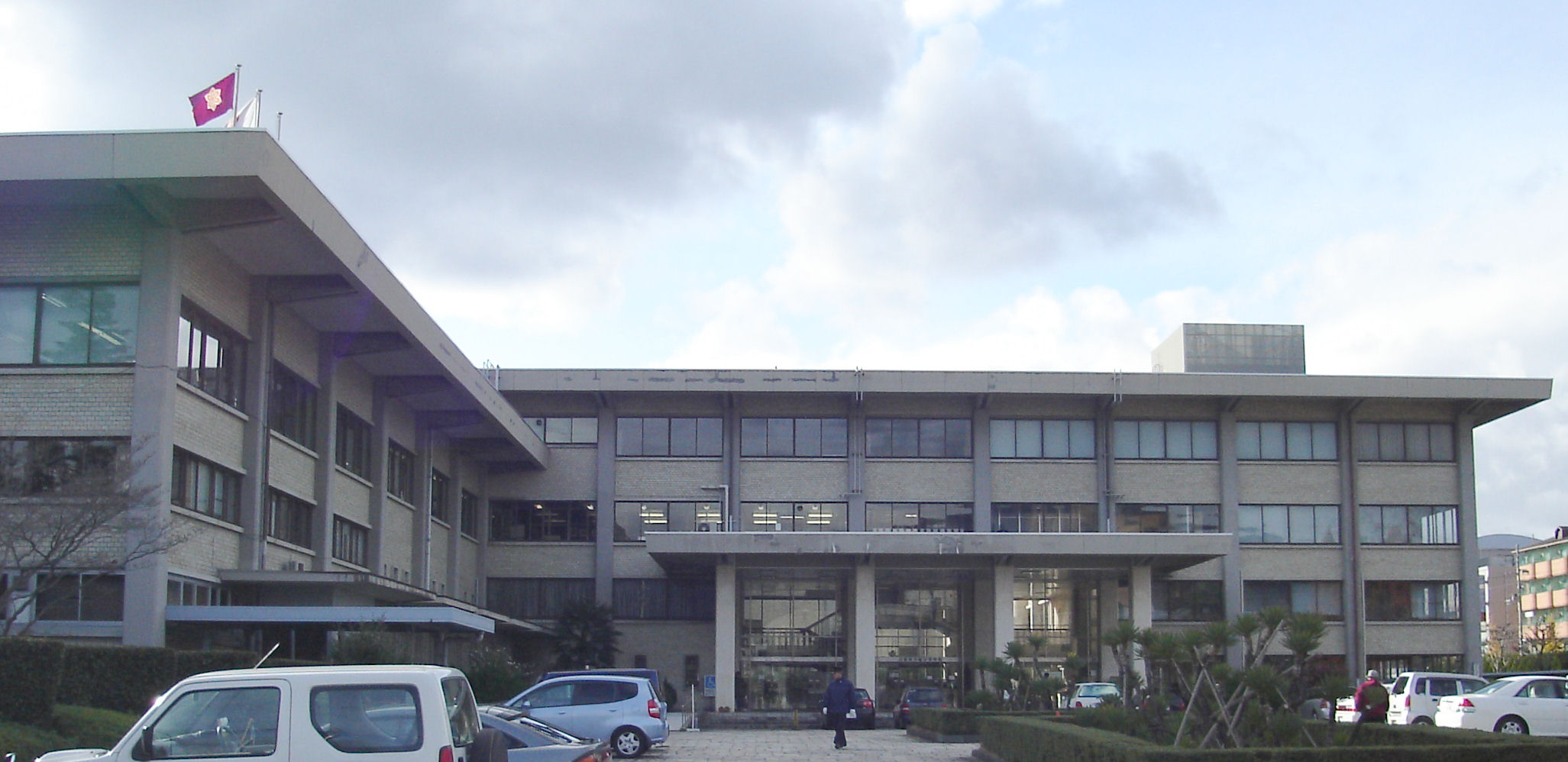
Verbundarchiv der Präfektur Kyōto in Sakyō

Das Verbundarchiv der Präfektur Kyōto (jap. 京都府立総合資料館, Kyōto Furitsu Sōgō Shiryōkan, engl. Kyoto Prefectural Library and Archives) ist eine 1963 im Stadtbezirk (-ku) Sakyō der Stadt (-shi) Kyōto in der [Stadt-]Präfektur (-fu) Kyōto eröffnete kulturelle Verbundeinrichtung aus Bibliothek, Archiv und Museum. Als solche hat sie die Aufgabe Bücher, Handschriften, alte Dokumente, Kunst und kunsthandwerkliche Materialien mit Bezug zur Stadtpräfektur Kyōto zu sammeln, zu erhalten, zu erforschen und der Öffentlichkeit zugänglich zu machen. Die Bibliothek beherbergt unter anderem das „Schrifttum des Tō-ji“ (東寺百合文書, Tōji Hyakugō Monjo), das auf die Heian-Zeit zurückgeht und das sowohl als Nationalschatz deklariert ist, wie auch zum Weltdokumentenerbe der UNESCO gehört.

## Überblick
Das Verbundarchiv wurde 1963 im Norden Kyōtos, einem Teil mit vielen kulturellen Einrichtungen wie dem Botanischen Garten Kyōto, der Präfekturuniversität Kyōto und der Konzerthalle Kyōto eröffnet. Zu dieser Zeit erhielt das Verbundarchiv 180.000 der 210.000 Bücher aus der Präfekturbibliothek Kyōto (京都府立図書館). Heute gehören 320.000 Bücher zum Bestand der Bibliothek. Darüber hinaus bewahrt das Verbundarchiv kunsthandwerkliche Gegenstände, historisches Spielzeug, Puppen und historische Dokumente von Tempeln, Schreinen und alten Familien auf. Die Verwaltung obliegt der gemeinnützigen Kulturstiftung Kyōto.

## Sammlungen
Der Schwerpunkt der Sammeltätigkeit konzentriert sich auf die Stadtpräfektur Kyōto. So bewahrt das Archiv etwa die Büchersammlung von Ninagawa Torazō (1897–1981), einem ehemaligen Gouverneur Kyōtos, und von Prof. Yoshida Mitsukuni (1921–1991), ehemals Leiter des alten Kulturmuseums Kyōto (京都文化博物館) auf. Außerdem besitzt es die Büchersammlung und den Nachlass des Dichters und Schriftstellers Yoshii Isamu sowie Werke, Nachlass, Manuskripte und Materialien zum marxistischen Wirtschaftswissenschaftler Kawakami Hajime (1879–1946).
Außerdem verwahrt das Verbundarchiv auch die amtlichen Dokumente der Behörden alter Präfekturen, wie die der heute nicht mehr existierenden Präfekturen Toyooka und Miyazu und alle Dokumente der Stadtpräfektur Kyōto sowie Dokumente der früheren Verwaltungen der Landkreise (-gun) in Kyōto. Auch viele wertvolle Handschriften und Dokumente des auf Kūkai zurückgehenden Tempels Tō-ji sind im Archiv untergebracht.
Das Verbundarchiv bewahrt überdies Einzelsammlungen von Bürgern aus Kyōto auf. Zusammengenommen umfassen diese Sammlungen 41.800 Einzelstücke, die Aufschluss über Geschichte und Volksbräuche geben. So etwa die Sammlung des Malers Yoshikawa Kanpō (1894–1979), die von diesem über den Zeitraum von 70 Jahren zusammengetragen wurde und die mit ihren 15.000 Einzelstücken einen Einblick in die Sitten und Gebräuche Japans gibt. Sie umfasst Kleidung, Hausrat, Spielzeug, Waffen, Gemälde, Handschriften und Bücher von buddhistischen und shintoistischen Mönchen, lokalen Geschäftsleuten und Angehörigen des zivilen Adels (Kuge) und des Kriegsadels (Buke). Die Sammlung des in Kyōto lebenden Mikazuki Kennosuke umfasst 12.000 Puppen und Spielzeuge aus Japan und Südostasien vom Beginn der Shōwa-Zeit. Darüber hinaus bewahrt das Verbundarchiv noch zwei weitere kleinere Sammlungen auf: eine Sammlung von etwa 100 traditionellen japanischen Musikinstrumenten von Satake Tōzaburō und die Keramik- und Porzellansammlung von Kiyomizu Rokubē mit 300 Einzelstücken.